# Гарлем (річка)
Гарлем (англ. Harlem River) — судноплавна протока в Нью-Йорку, США, між річкою Гудзон та Іст-Рівер, що відокремлює Мангеттен і Бронкс. Довжина протоки 13 км. Частиною поточного курсу річки Гарлем є Гарлемський судноплавний канал (англ. Harlem River Ship Canal).

## Судноплавство, інфраструктура
Річку перетинають сім поворотних мостів, три вертикально-підйомних мости та чотири аркових мости. Річка судноплавна для суден, висота яких менше 16,8 м (від ватерлінії до найвищої точки). Однак судна вище 1,5 м потребують дозволу на відкриття поворотного мосту Спейтен Дуївіл (англ. Spuyten Duyvil Bridge). Мангеттен і Бронкс також поєднують три тунелі, що проходять попід річку Гарлем.
Автодороги Гарлем Рівер Драйв (англ. Harlem River Drive) та Гарлем Рівер Гринвей (англ. Harlem River Greenway) проходять правим берегом річки, а Гудзонская лінія системи приміських поїздів (англ. Metro-North Railroad) та автомагістраль «Major Deegan Expressway» — лівим берегом.

## Гідрологія

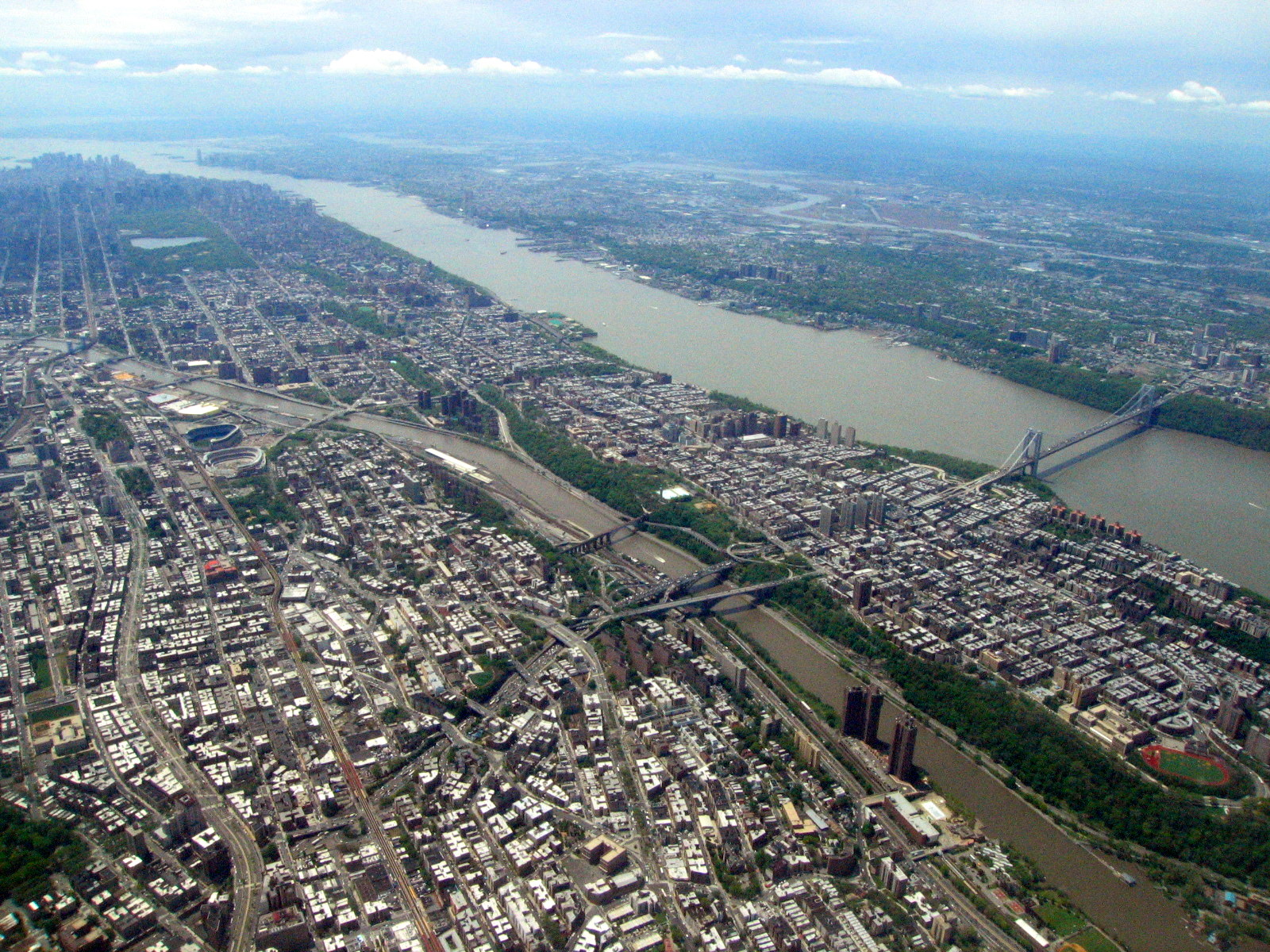
Вид згори: Бронкс, річка Гарлем, Гарлем, річка Гудзон, Міст Джорджа Вашингтона

Річка Гарлем є частиною Гудзонської гирлової системи (англ. Hudson estuary system), як вузька протока, що відокремлює острів Мангеттен від району Бронкс.
Сама назва «річка» тут термінологічно неточна, оскільки Гарлем лише з'єднує два великих водних потоки, які простягаються від річки Гудзон до Іст-Рівер у районі острова Рендалл, приблизно на рівні 125-ї вулиці Іст-Стріт (East Street).
Сьогодні Гарлем перетинають 15 мостів, з'єднуючи райони Бронкса і Мангеттена.

## Відпочинок і спорт

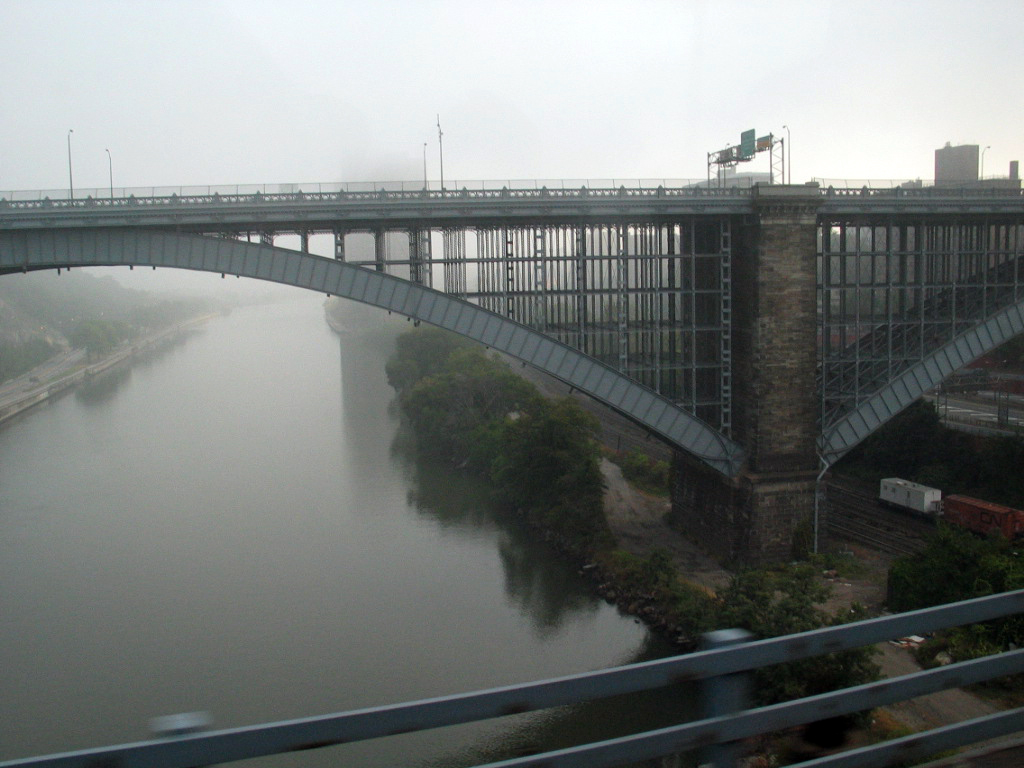
Один з мостів над річкою Гарлем.

Річка Гарлем була традиційним місцем проведення змагань з академічного веслування у Нью-Йорку, аналогічно до Регати на річці Чарльз у Бостоні та на річці Скулкілл у Філадельфії. На берегах Гарлема знаходиться «човновий дім» команди Колумбійського університету, а річка є домашнім місцем тренувань університетської команди.
Незважаючи на комерційну забудову берегів, річка Гарлем використовувалася як місце відпочинку. 1902 року більш ніж 1000 веслярів брали участь у змаганнях з академічного веслування. Вздовж її берегів діяло багато човнових клубів, останній зі старих клубів, будинок на струмку Шерман, припинив своє існування 1978 року внаслідок пожежі.
Зараз на річці існують «Човновий дім Пітера Джея» («Peter Jay Sharp Boathouse») та Товариство веслування («Harlem River Community Rowing»). Річка використовується командами з Нью-Йоркського університету, Фордемського університету (Fordham University), та Мангеттенського Коледжу («Manhattan College»), хоча єдиний університет з постійними спорудами на річці — це Колумбійський університет. Тут, між 132-ю та 145-ю вулицями було створено рекреаційну зону — Парк річки Гарлем.